# Ashley Pérez
Ashley Pérez (Manchester, 12 febbraio 1994) è un'ex cestista e allenatrice di pallacanestro statunitense con cittadinanza portoricana.

## Carriera
Con Porto Rico ha disputato i Campionati mondiali del 2018.
Dal 2019 al 2020 è stata vice-allenatore alla James Madison University.